# Johnny Nash
Pour les articles homonymes, voir Nash.
Ne doit pas être confondu avec Johnny Cash.
John Lester Nash dit Johnny Nash, né le 19 août 1940 à Houston (Texas) et mort dans la même ville le 6 octobre 2020, est un chanteur et guitariste américain. Il est le premier non-Jamaïcain à enregistrer du reggae en Jamaïque. Il contribua à faire découvrir au grand public le reggae et Bob Marley. Son tube international I Can See Clearly Now de 1972 n'est cependant pas un reggae.

## Biographie
Né à Houston dans le Texas, en 1940,, Johnny Nash commence à chanter dans un chœur d'église. Dès treize ans, il est un invité régulier du show télévisé Matinee pour des reprises de standards rhythm and blues des années 1950. À la suite de quoi, cet adolescent apparaît dans des émissions de télévision et de radio d'Arthur Godfrey au milieu des années 1950.

### Les débuts
En 1957, Johnny Nash s'engage dans un parcours d'artiste et signe avec ABC-Paramount. Il sort de premiers enregistrements musicaux comme A Teenager Sings the Blues. En 1958, il entre pour la première fois dans les hit-parades avec une interprétation du titre A Very Special Love de Doris Day. il enregistre The Teen Commandments (ce n'est pas une faute de frappe) avec Paul Anka.
Lancé comme un rival de Johnny Mathis, il commence une carrière dans le cinéma en 1959 avec le film Take a Giant Step. En 1960, il apparaît aux côtés de Dennis Hopper dans Key Witness (en). En 1962 ou 1963, Johnny Nash rencontre Danny Sims, natif du Mississippi qui travaille comme homme à tout faire. Ils se lient d'amitié, puis s'associent. Avec Arthur Jenkins, ils créent un label musical, JAD Records.
Par la suite, Johnny Nash retourne en studio d'enregistrement pour mettre à profit sa voix de crooner, sans grand succès. La vague rock prédomine alors.
Johnny Nash trouve toutefois un certain succès en 1965 avec une ballade, Let's Move and Groove Together, qui entre dans les cinq premiers des classements rhythm and blues. Plus important pour la suite de son parcours, ce titre est un succès en Jamaïque et il se rend sur place en 1967, avec Danny Sims, pour la promotion de cet enregistrement. Il est possible également que le militantisme en faveur de Malcolm X, ait attiré l'attention du FBI sur Danny Sims, et ait contribué à l'installation en Jamaïque de Sims et son ami Nash.

### Voyage en Jamaïque
Sur place, Johnny Nash assiste à une fête rastafari et y entend chanter Bob Marley. Il se montre élogieux sur ce jeune chanteur auprès de Danny Sims. Finalement, leur label JAD (en) signe en exclusivité les productions et éditions de Rita et Bob Marley, ainsi que de Peter Tosh, dont il réalise en 1968-1972 une série d'enregistrements.
Johnny Nash enregistre aussi le rocksteady Hold Me Tight (en). Ce titre entre dans les cinq premières places des classements pop de chaque côté de l'Atlantique. Une version rocksteady du Cupid de Sam Cooke sort en 1970 sur le label JAD.
Lors des sessions d'enregistrement de Hold Me Tight et Cupid, Nash collabore avec Byron Lee and the Dragonaires (en), Jackie Jackson (en) et d'autres musiciens de studio jamaïcains comme Lynn Taitt. Il est un des premiers artistes américains à enregistrer à Kingston. Il réalise également le morceau You Got Soul. Le label JAD arrête son activité en 1971, mais ressuscitera en 1997 sous l'impulsion de Bruno Blum qui remixe certains titres de Bob Marley & the Wailers réalisés par Nash pour publier avec Roger Steffens (en) l'intégrale 67-72 (dix albums) du groupe.

### Présence en Angleterre
Johnny Nash emmène Bob Marley en Suède (pour le tournage d'un film) qui y écrit Stir It Up. Le titre  remporte, en juin 1972, un grand succès en se hissant à la treizième place des classements anglais. La même année il part résider au Royaume-Uni et enregistre son plus grand succès I Can See Clearly Now,,,. Il entre dans les cinq meilleures ventes en Grande-Bretagne et reste au sommet des classements pop américains pendant quatre semaines. À Londres, il produit également une série d'enregistrements de Marley en solo (dont Reggae on Broadway).

### Retrait de la scène
Johnny Nash se met progressivement en retrait de la scène, à l'exception de Rock Me Baby (en) et Here Again (en) (1986). Il réapparaît ponctuellement comme chanteur de studio en 2006.

### Décès en 2020
Le 6 octobre 2020, Johnny Nash décède dans sa maison de Houston à l'âge de 80 ans,,,.

### Adaptations en français
En 1968, un titre de Johnny Nash a été adapté en français par Joe Dassin :
- Un Peu Comme Toi, adaptation de Hold Me Tight.

Trois titres de Johnny Nash ont été adaptés en France par Claude François :
- Des pleurs sur l'oreiller en 1975, adaptation de Tears on My Pillow (en) ;
- Toi et le soleil en 1977, adaptation de I Can See Clearly Now
- Rubis, adaptation de Guava Jelly en 1977. Cette dernière a été écrite et interprétée tout d'abord par Bob Marley mais Claude François l'adapta en s'inspirant de l'orchestration de la version chantée par Johnny Nash.

## Discographie
- Discographie sélective (en)

Parmi ses enregistrements, dont une remastérisation semble en cours[Quand ?] : 
- 1990 : I Can See Clearly Now (Greatest Hits, Jimmy Cliff), issu de I Can See Clearly Now (1972)
- 1993 : The Reggae Collection
- 1995 : The Very Best Of Johnny Nash